# Cacosternum karooicum
The Karoo Dainty Frog (Cacosternum karooicum) là một loài ếch thuộc họ Petropedetidae.
Đây là loài đặc hữu của Nam Phi.
Môi trường sống tự nhiên của chúng là vùng cây bụi khô khu vực nhiệt đới hoặc cận nhiệt đới, sông có nước theo mùa, đầm nước ngọt có nước theo mùa, vùng nhiều đá, và ao.